# Ftéri
Ftéri är en ort i Grekland.   Den ligger i prefekturen Fthiotis och regionen Grekiska fastlandet, i den centrala delen av landet, 180 km nordväst om huvudstaden Aten. Ftéri ligger 307 meter över havet och antalet invånare är 512.
Terrängen runt Ftéri är huvudsakligen kuperad, men åt sydost är den bergig. Runt Ftéri är det ganska glesbefolkat, med 25 invånare per kvadratkilometer. Närmaste större samhälle är Spercheiáda, 7,1 km öster om Ftéri. Omgivningarna runt Ftéri är en mosaik av jordbruksmark och naturlig växtlighet.